# ميلتون نيل كامبل
ميلتون نيل كامبل هو سياسي كندي، ولد في 21 يناير 1881، وتوفي في 11 نوفمبر 1965 في لندن في كندا. حزبياً، نشط في Progressive Party of Canada ‏. وقد انتخب عضو مجلس العموم الكندي.